# Programa de Tripulações Comerciais
O Programa de Tripulações Comerciais é um programa de desenvolvimento de tecnologia espacial financiado pelo governo dos Estados Unidos e administrado pela NASA.

## Fases

### CCP 1
Seleção de propostas primeira fase.

### CCP 2
Seleção de propostas segunda fase.

### CCiCap
A Commercial Crew integrated Capability (CCiCap), originalmente conhecida como CCDev 3, foi a fase de detalhamento das propostas.

### Certification Products Contract (CPC) phase 1
Certificação dos produtos propostos primeira fase.

### Certification Products Contract (CPC) phase 2
Certificação dos produtos propostos segunda fase.

## Voos experimentais

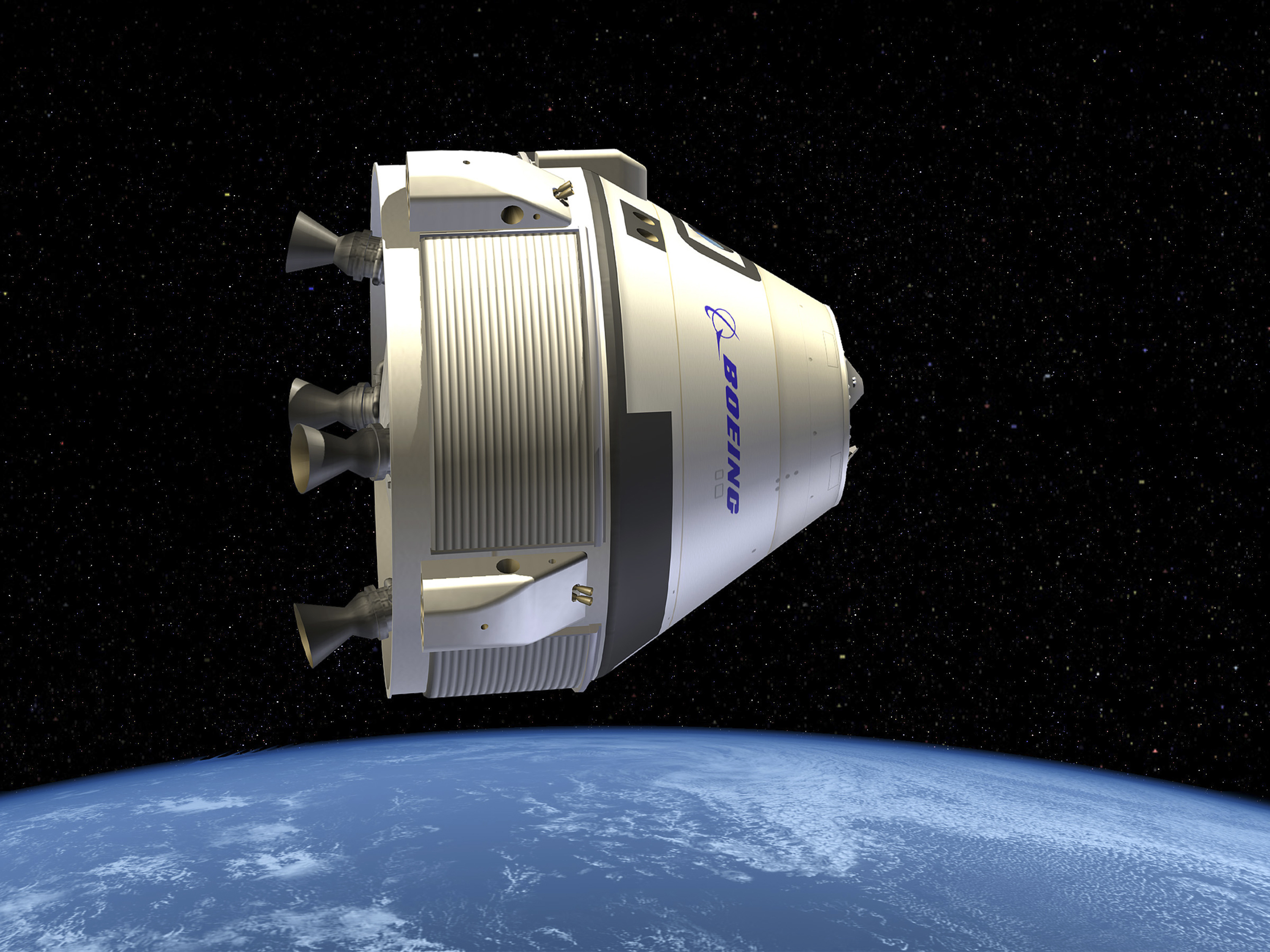
CST-100.

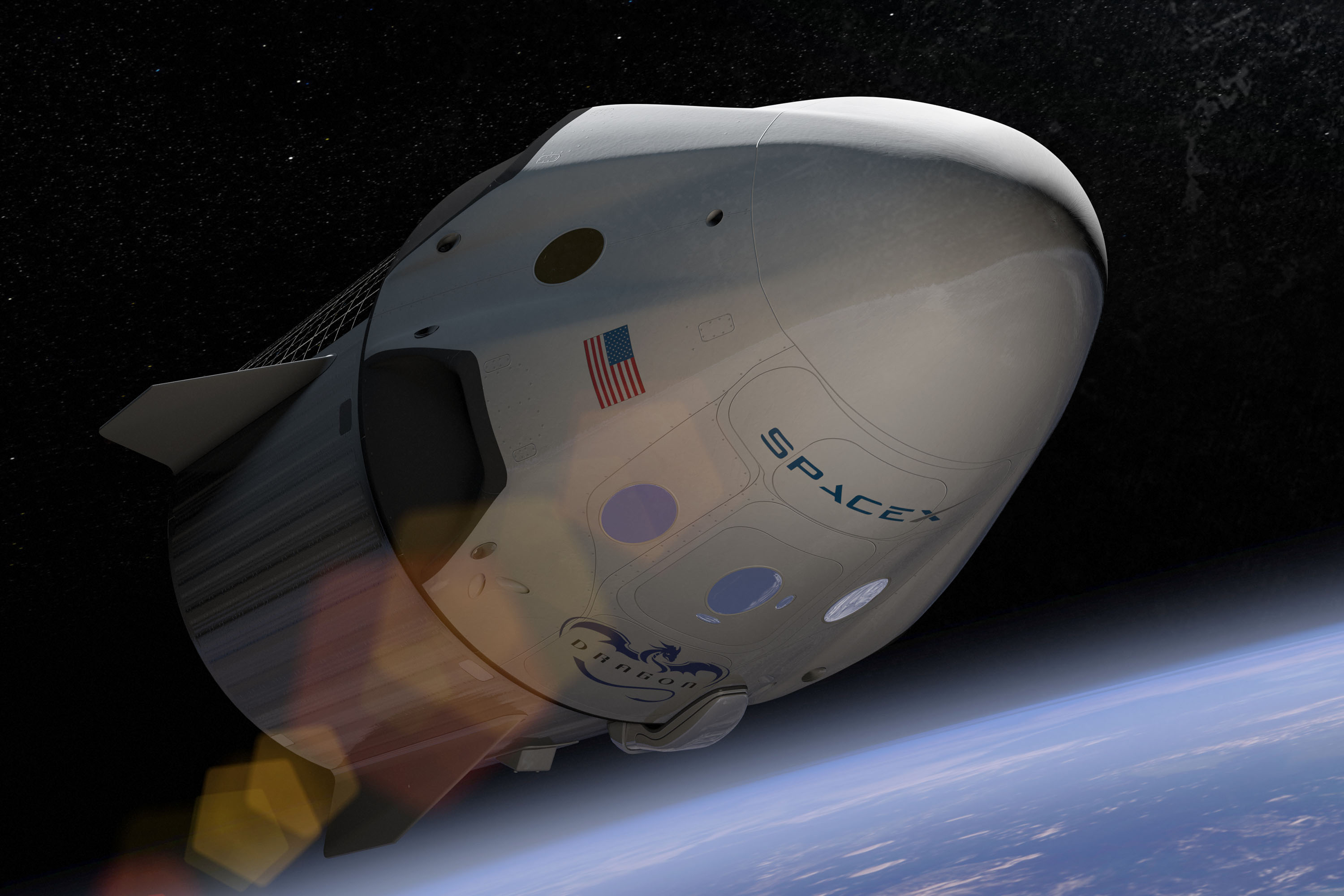
Dragon V2.

A NASA comprou doze missões operacionais para o envio de astronautas para a Estação Espacial Internacional. As seleções foram anunciadas dia 2 de agosto de 2018.
- Dragon 2 pad abort test — 6 de maio de 2015
  - Sem tripulantes.

- Crew Dragon Demo-1 — 2 de março de 2019 - 8 de março de 2019
  - Sem tripulantes.

- Boeing Pad Abort Test  — 4 de novembro de 2019
  - Sem tripulantes.

- Boeing Orbital Flight Test — 20 de dezembro de 2019 - 22 de dezembro de 2019
  - Sem tripulantes. Anomalia.

- Dragon 2 In-Flight Abort Test — 19 de janeiro de 2020
  - Sem tripulantes.

- Crew Dragon Demo-2 — 30 de maio de 2020 - 02 de agosto de 2020
  -  Douglas Hurley
  -  Robert Behnken

- Boeing Orbital Flight Test 2 - Futuro
  - Sem tripulantes.

- Crew-1 — Futuro
  -  Michael Hopkins
  -  Victor Glover
  -  Soichi Noguchi
  -  Shannon Walker

- Boeing Crewed Flight Test — Futuro
  -  Christopher Ferguson
  -  Michael Fincke
  -  Nicole Mann

- USCV-2 — Futuro
  -  Sunita Williams
  -  Josh Cassada
  -  Thomas Pesquet
  -  Andrei Borisenko

- USCV-3 — Futuro